# Kamisawa (métro municipal de Kobe)
Kamisawa (上沢駅, Kamisawa-eki) est une station de la ligne Seishin-Yamate du métro municipal de Kobe. Elle est située dans l'arrondissement Hyōgo-ku de Kobe, dans la préfecture de Hyōgo au Japon.
Mise en service en 1983, elle est desservie par les rames de la ligne Seishin-Yamate.

## Situation sur le réseau

Plan du métro.

Établie en souterrain, Kamisawa est une station de passage de la ligne Seishin-Yamate (verte) du métro municipal de Kobe. Elle est située entre la station Minatogawa-koen, en direction du terminus est Shin-Kōbe, et la station Nagata, en direction du terminus ouest Seishin-chūō.
Elle dispose d'un quai central encadré par les deux voies de la ligne.

## Histoire
La station Kamisawa est mise en service le 17 juin 1983, lorsque le Bureau des transports municipaux de Kobe ouvre à l'exploitation du prolongement de Shin-Nagata à Ōkurayama.

## Services aux voyageurs

### Accès et accueil
La station dispose de quatre accès équipés d'escaliers et d'un ascenseur permettant de rejoindre le hall billetterie et contrôle situé au niveau -1. Pour rejoindre le quai au niveau -2, la station dispose d'un escalier, du escalier mécanique et d'un ascenseur. Elle dispose d'un cheminement sans marches permettant l'accessibilité des personnes à la mobilité réduite.

Installations
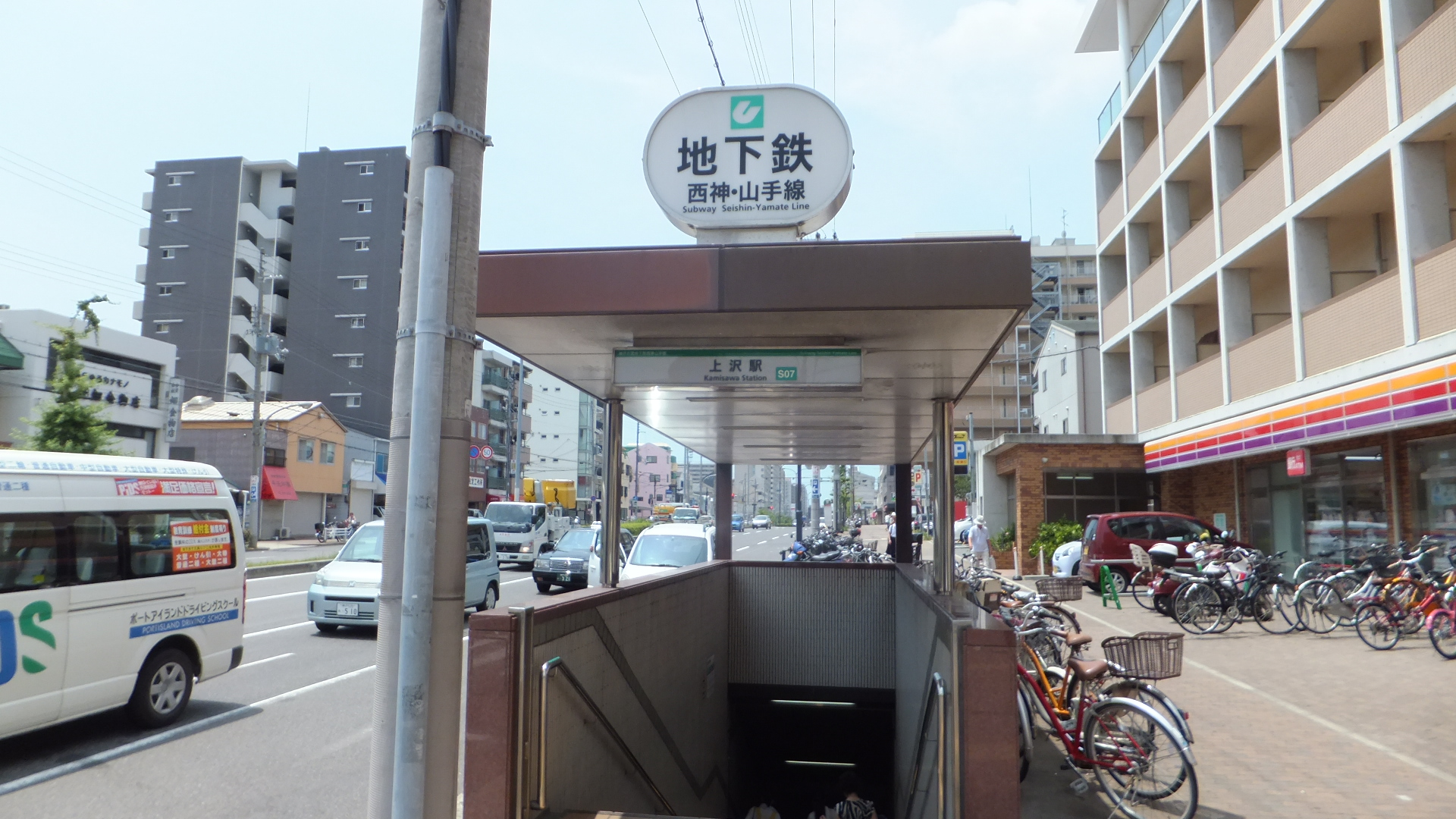
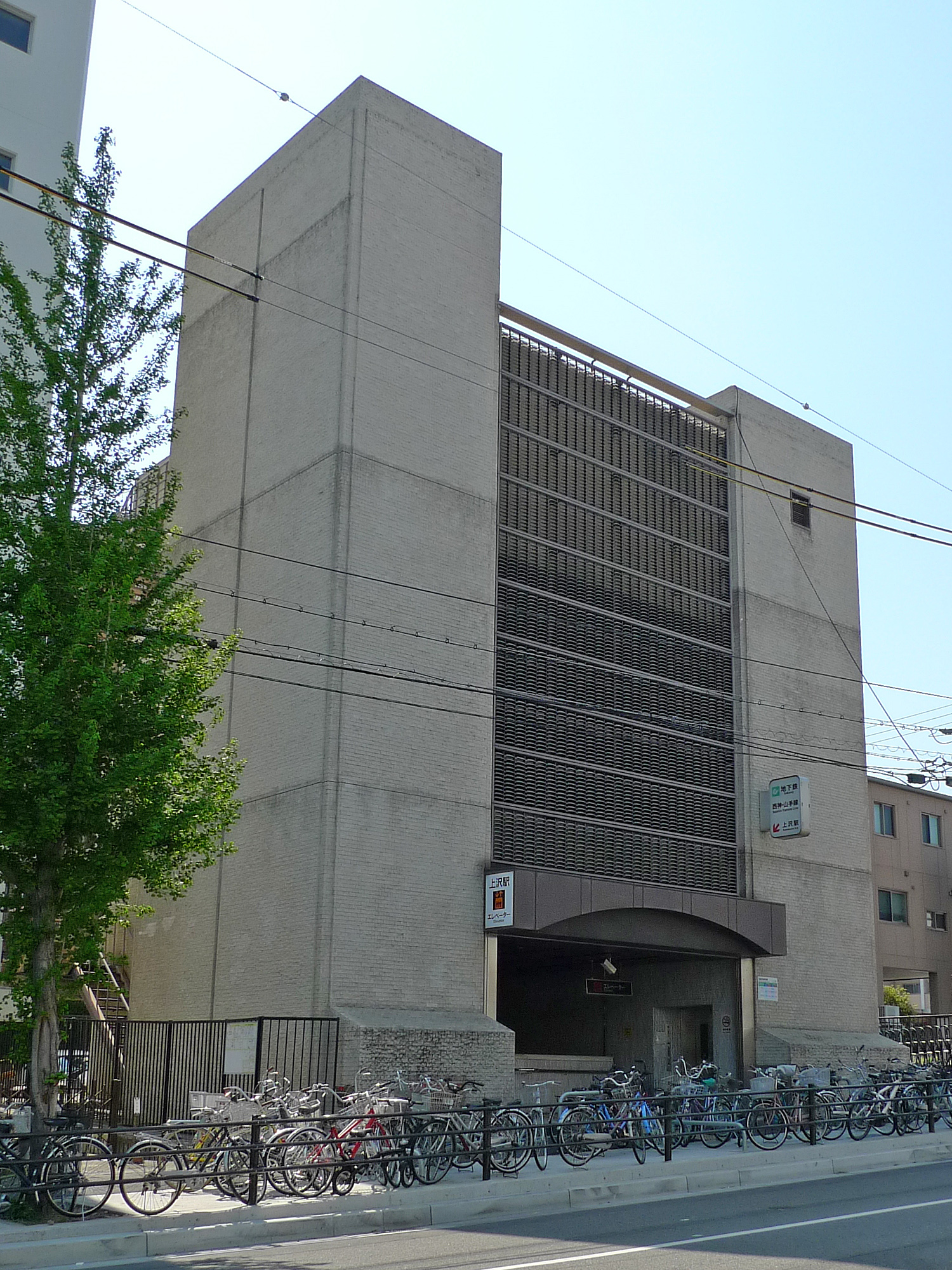
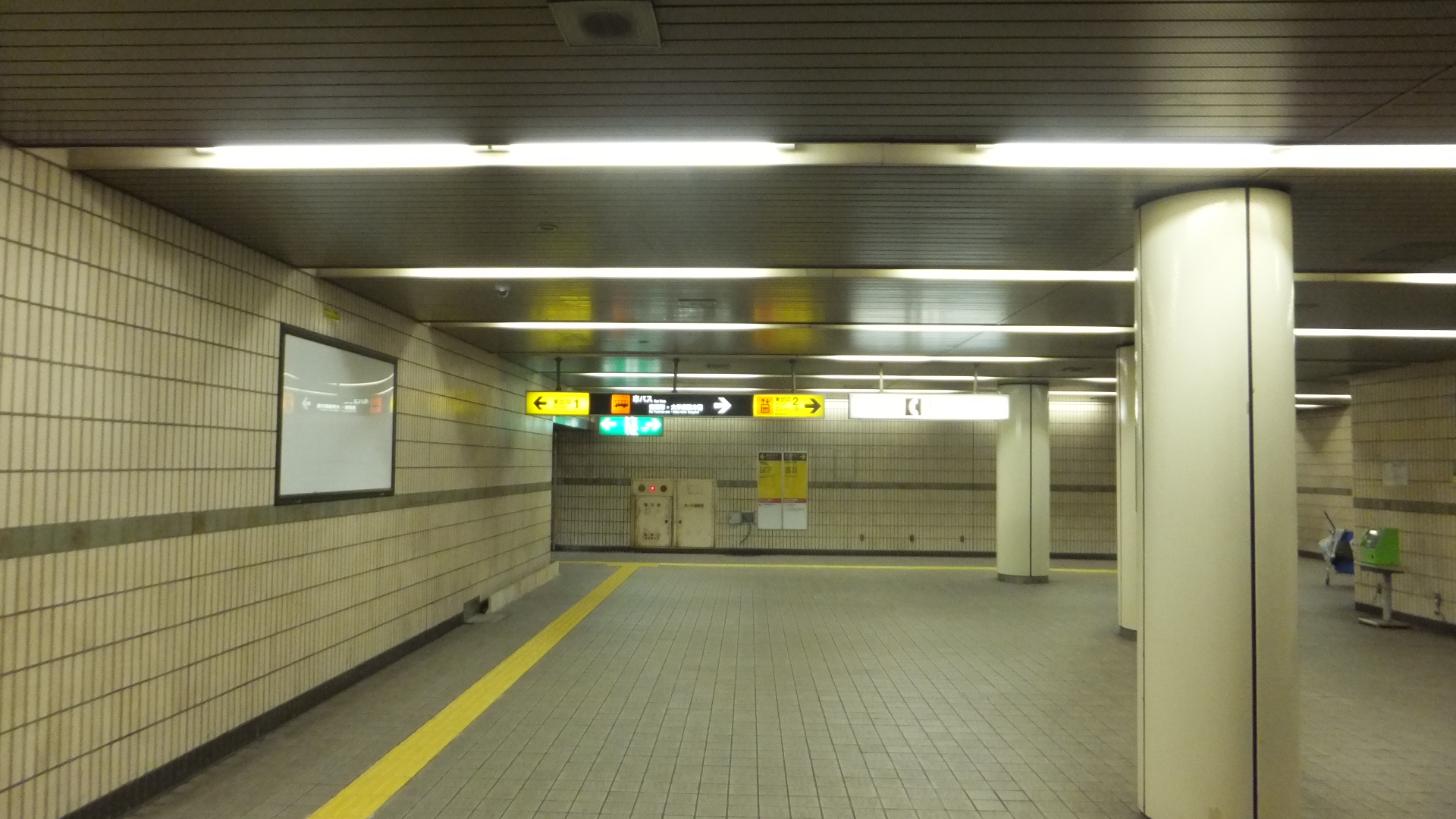

### Desserte
Kamisawa est desservie par les rames de la ligne Seishin-Yamate.
| N° de voie | Ligne          | Direction                      |
| ---------- | -------------- | ------------------------------ |
| 1          | Seishin-Yamate | Sannomiya・Shin-Kobe・Tanigami |
| 2          | Seishin-Yamate | Myōdani・Seishin-chūō          |

Installations et desserte
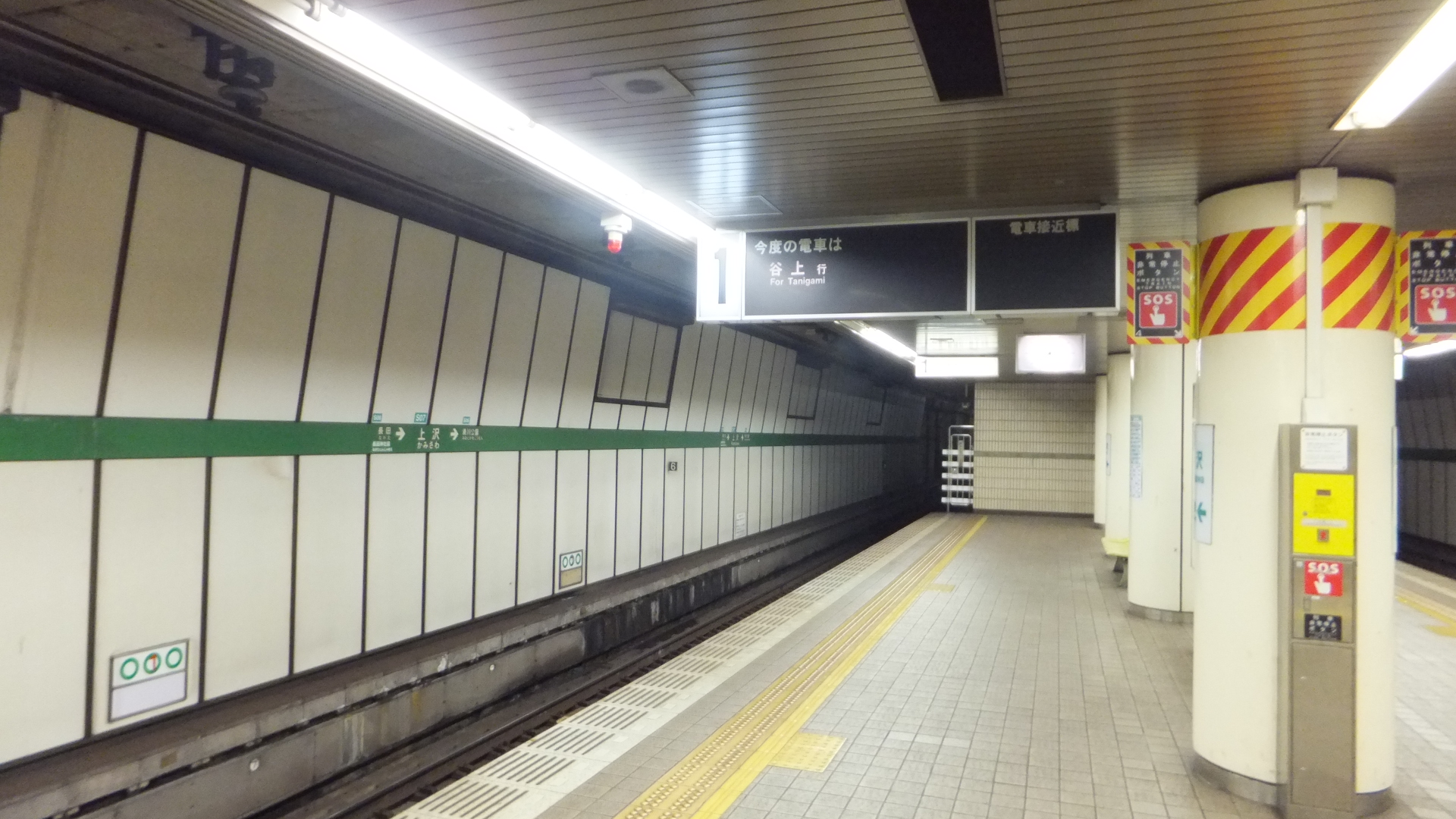
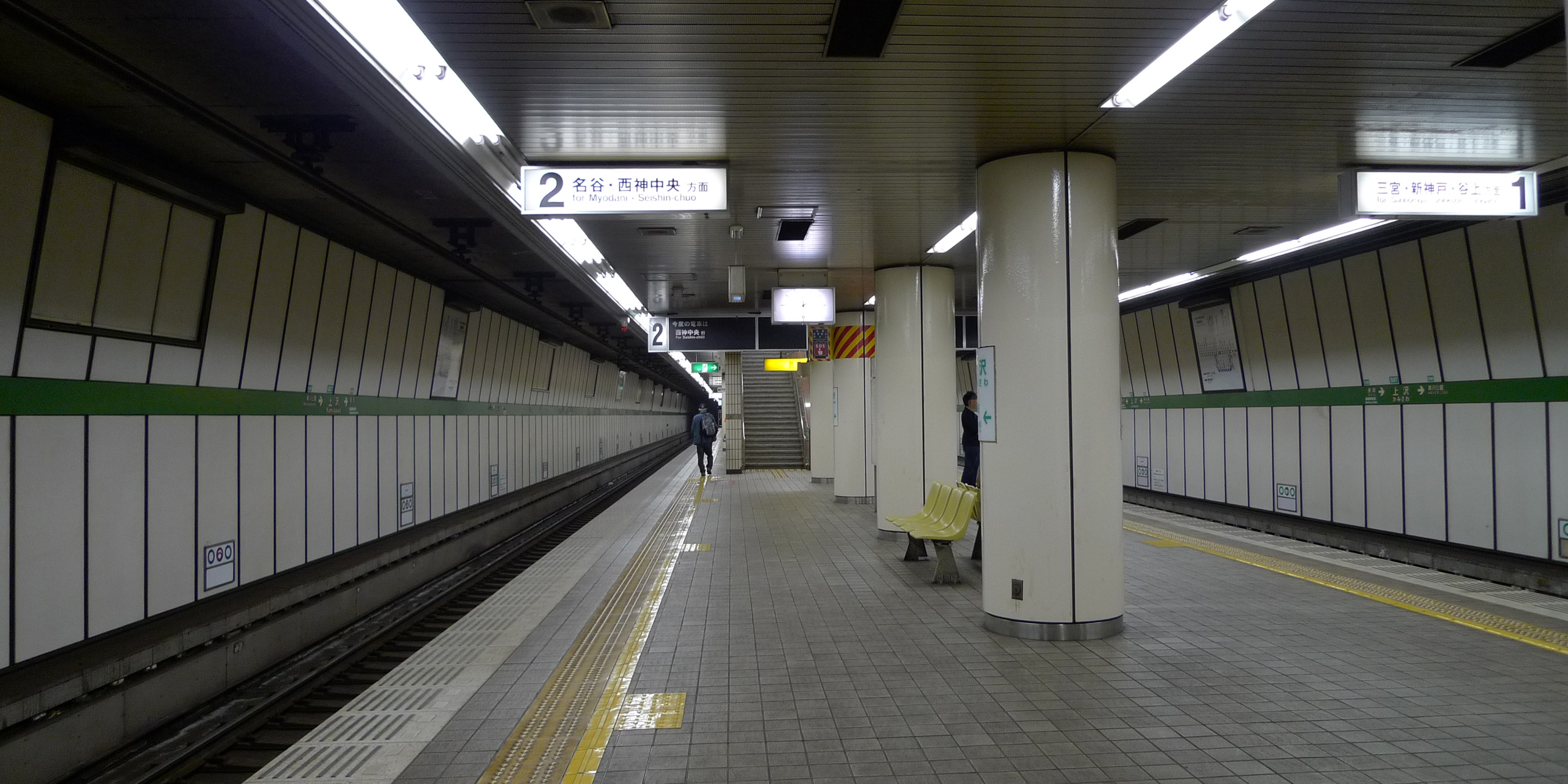
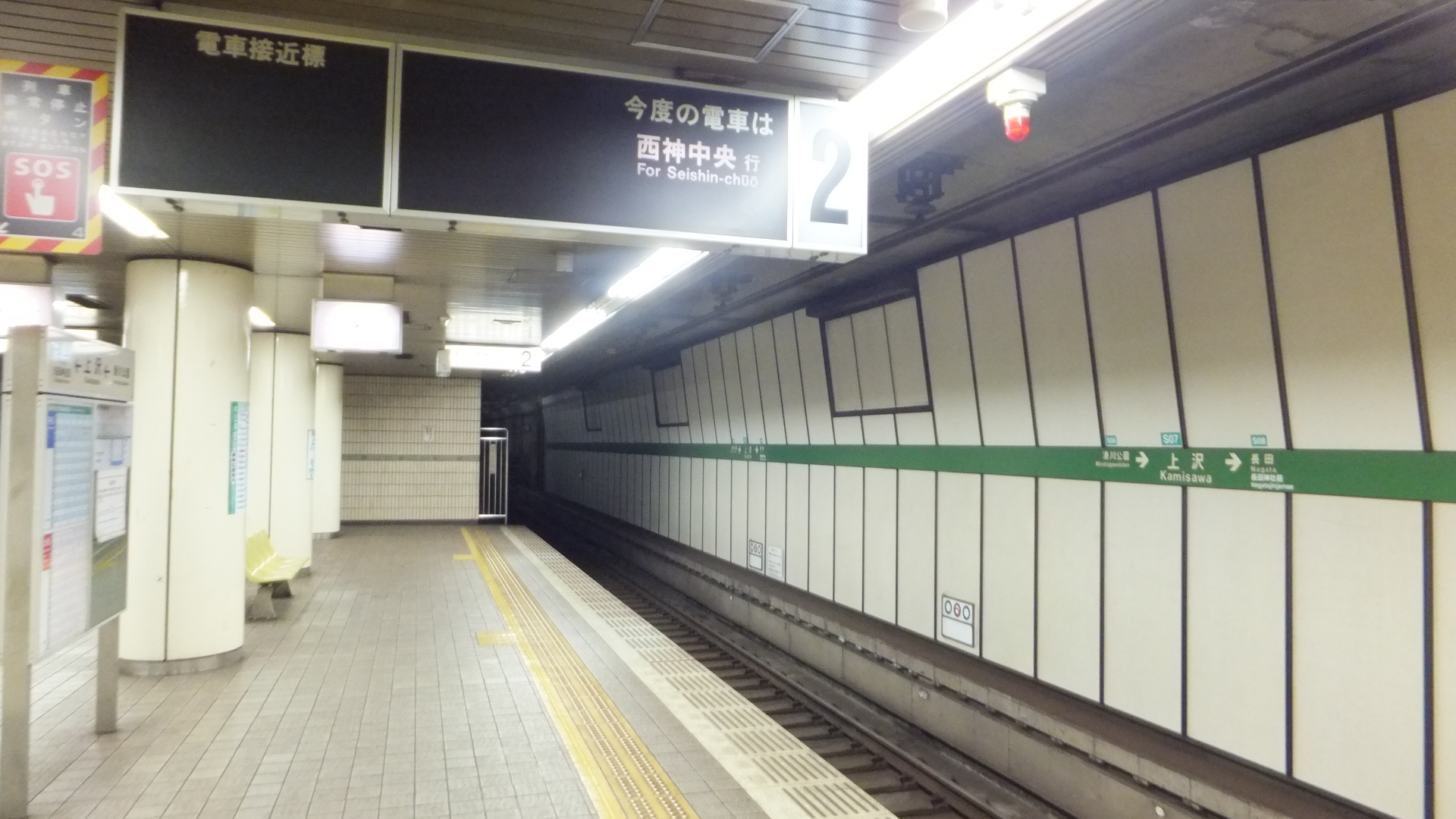